# Pleurocera brumbyi
Pleurocera brumbyi е вид коремоного от семейство Pleuroceridae. Видът е световно застрашен, със статут Уязвим.

## Разпространение
Разпространен е в САЩ.